# 1596
| 1596               |
| ------------------ |
| Dødsfald - Fødsler |
|                    |

| Gregoriansk kalender | 1596 MDXCVI             |
| Ab urbe condita      | 2349                    |
| Armensk kalender     | 1045 ԹՎ ՌԽԵ             |
| Kinesiske kalender   | 4292 – 4293 乙未 – 丙申 |
| Etiopisk kalender    | 1588 – 1589             |
| Jødisk kalender      | 5356 – 5357             |
| Hindukalendere       |                         |
| - Vikram Samvat      | 1651 – 1652             |
| - Shaka Samvat       | 1518 – 1519             |
| - Kali Yuga          | 4697 – 4698             |
| Iransk kalender      | 974 – 975               |
| Islamisk kalender    | 1004 – 1005             |

Konge i Danmark: Christian 4. 1588 – 1648
Se også 1596 (tal)

## Begivenheder
- Christian IV krones med pomp og pragt på sin 18 års fødselsdag og overtager regeringsmagten.
- David Fabricius opdager, at stjernen Mira er variabel over 331 døgn.
- 30. december – De katolske lande anerkender Nederlandene som en selvstændig stat.
- Museo di storia naturale dell'Università di Pisa i Pisa bliver grundlagt.

## Født
- 31. marts - René Descartes, fransk filosof og matematiker (død 1650.)

## Dødsfald
- 28. januar - sir Francis Drake, engelsk viceadmiral, søfarer, mm. (født ca. 1540.)